# Amarpur (Gomati)
Amarpur is een nagar panchayat (plaats) in het district Gomati van de Indiase staat Tripura. 

## Demografie
Volgens de Indiase volkstelling van 2001 wonen er 10.863 mensen in Amarpur, waarvan 54% mannelijk en 46% vrouwelijk is. De plaats heeft een alfabetiseringsgraad van 80%. 